# Nissan Pathfinder
Nissan Pathfinder (укр. Ніссан Патфайндер) — позашляховик японської компанії Nissan, виробництво почалося в 1986 році. У багатьох країнах відомий як Nissan Terrano. 
Усього було випущено три покоління автомобіля. 
У сучасній лінійці автобілей Nissan, Pathfinder за розміром займає місце між Murano та Armada або Patrol.

## Перше покоління (WD21) (1986-1995)

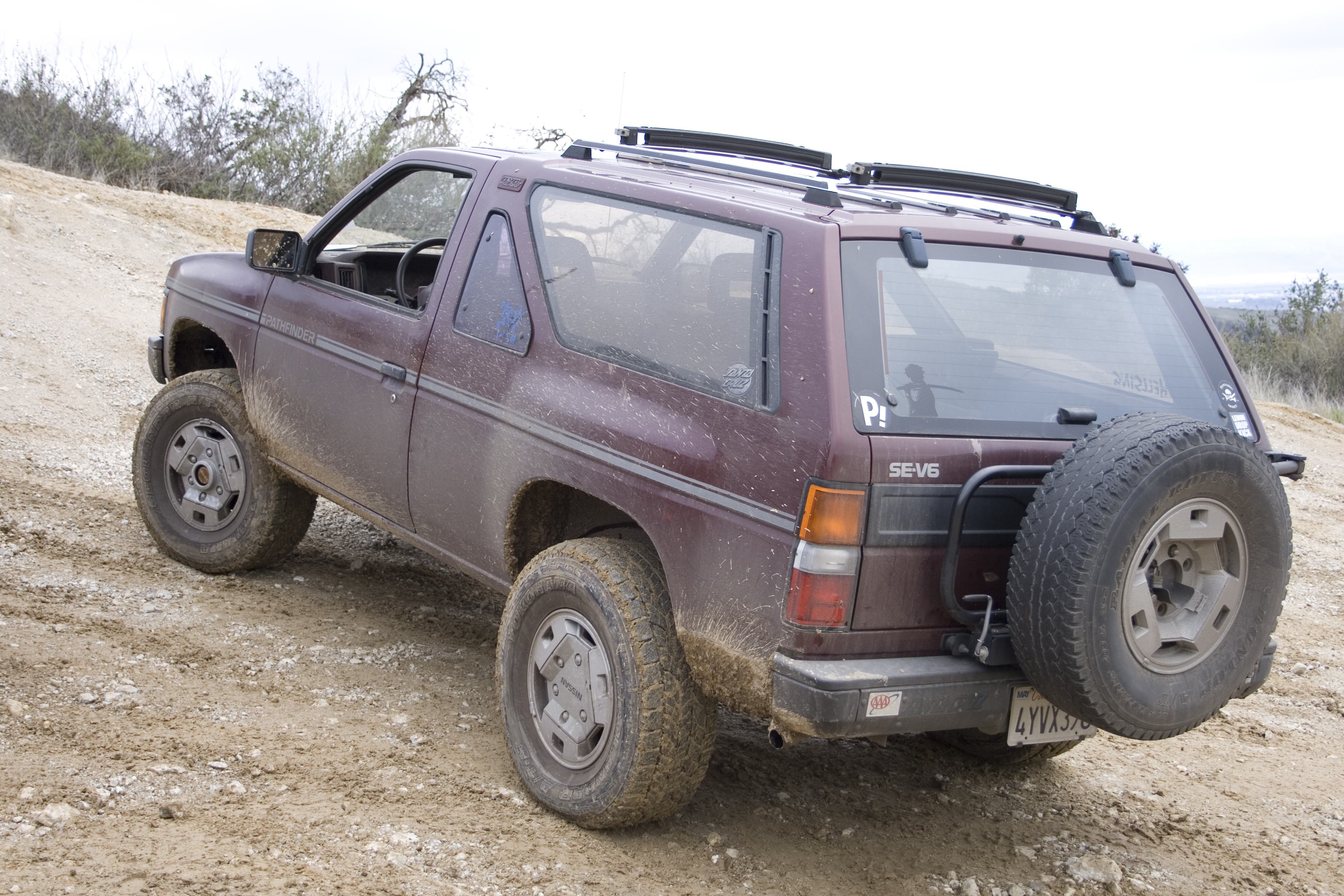
3-дв.

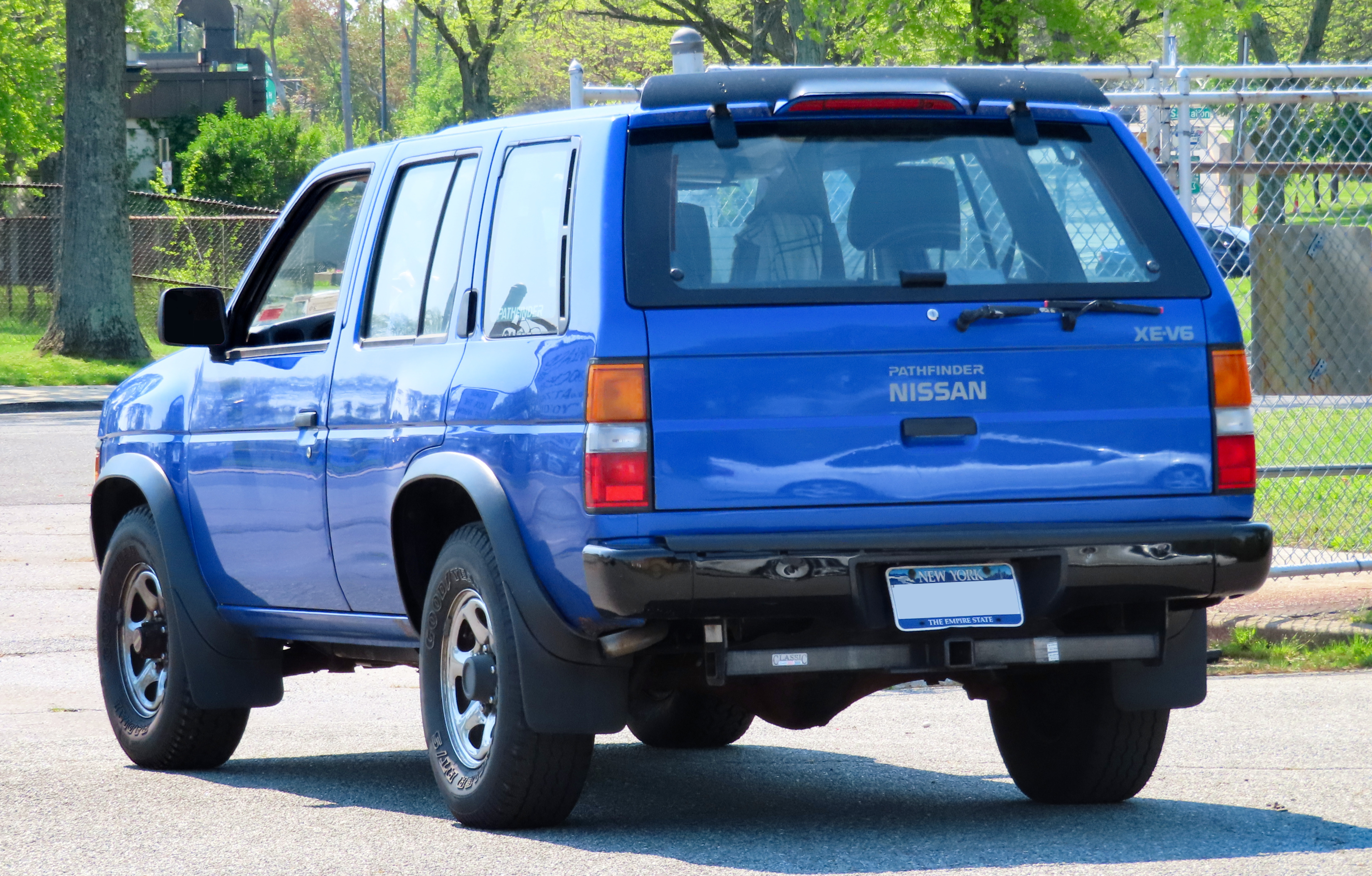
5-дв.

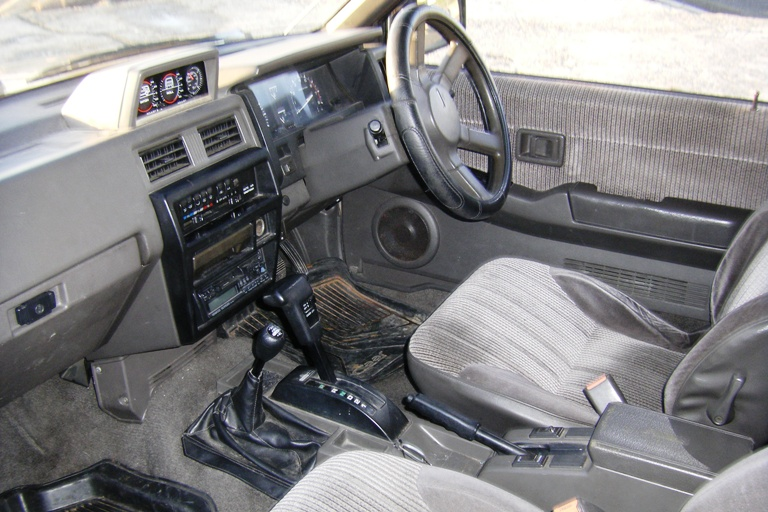

Виробництво позашляховика першого покоління почалося в 1986 році.
Назва Pathfinder цей автомобіль отримав на американському ринку, в інших країнах називався Terrano. У США перший час випускався в тридверному варіанті, 5-дверні автомобілі з'явилися тільки в 1989 році.
Головною рушійною силою Nissan Pathfinder служив 3-літровий двигун V6 потужністю 147 к.с. Основу конструкції складали потужна лонжеронна рама, передня підвіска автомобіля, двохважільна, торсіонна, в пружинної підвісці задніх коліс застосовувалася нероз'ємна балка. Також в серійний набір автомобіля входили роздавальна коробка і блокування заднього диференціала.

### Двигуни
- 2,4 л Z24i Р4 101 к.с.
- 2,4 л KA24E Р4 125 к.с.
- 3,0 л VG30i V6 129 к.с.
- 3.0 л VG30E V6 148 к.с.
- 2.7 л TD272 Р4 дизель 85 к.с.
- 2.7 л TD27T2 Р4 турбодизель 99 к.с.
- 2.7 л TD27T4 Р4 турбодизель 115 к.с.

## Друге покоління (R50) (1996-2005)

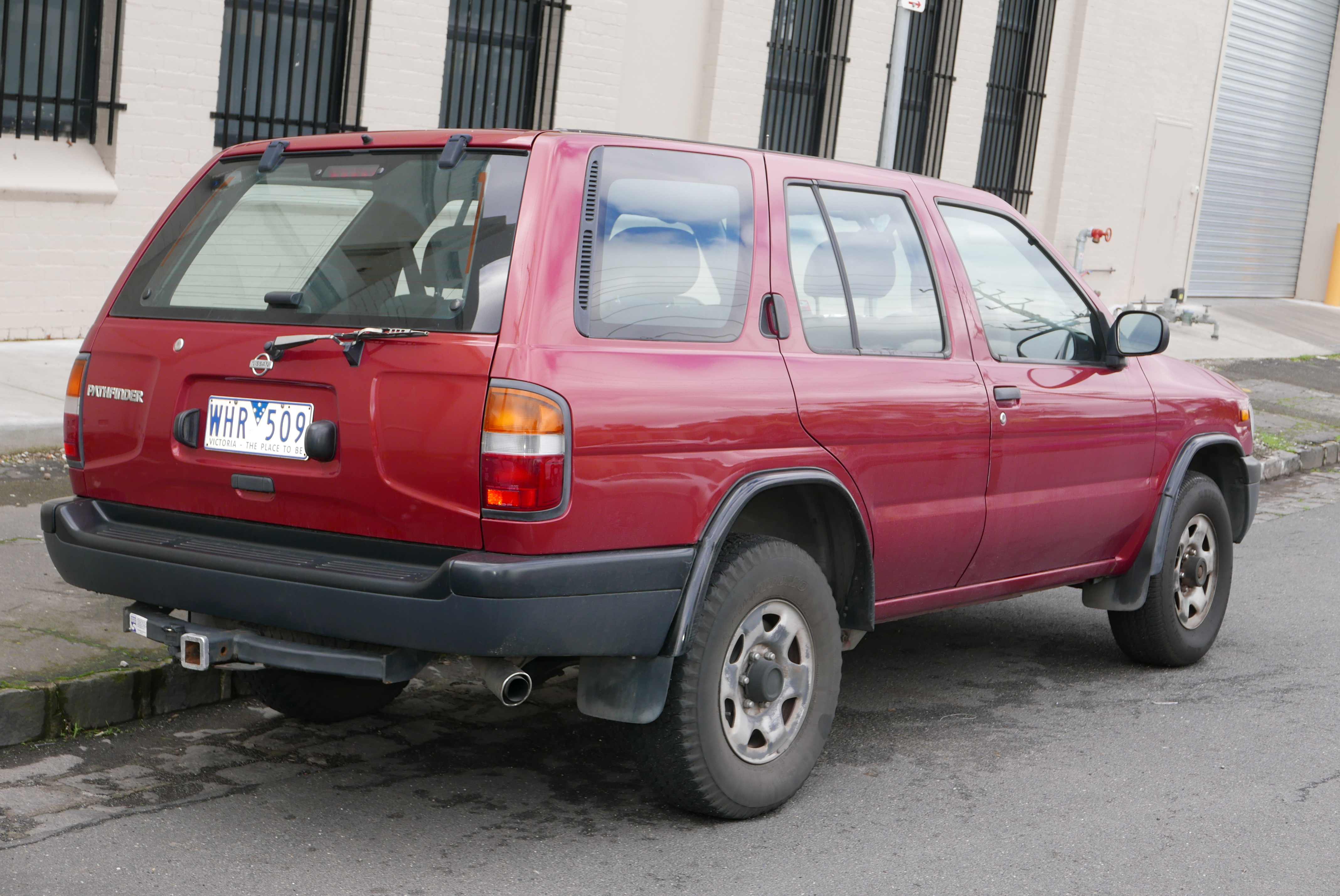
Nissan Pathfinder II (1996-2001)

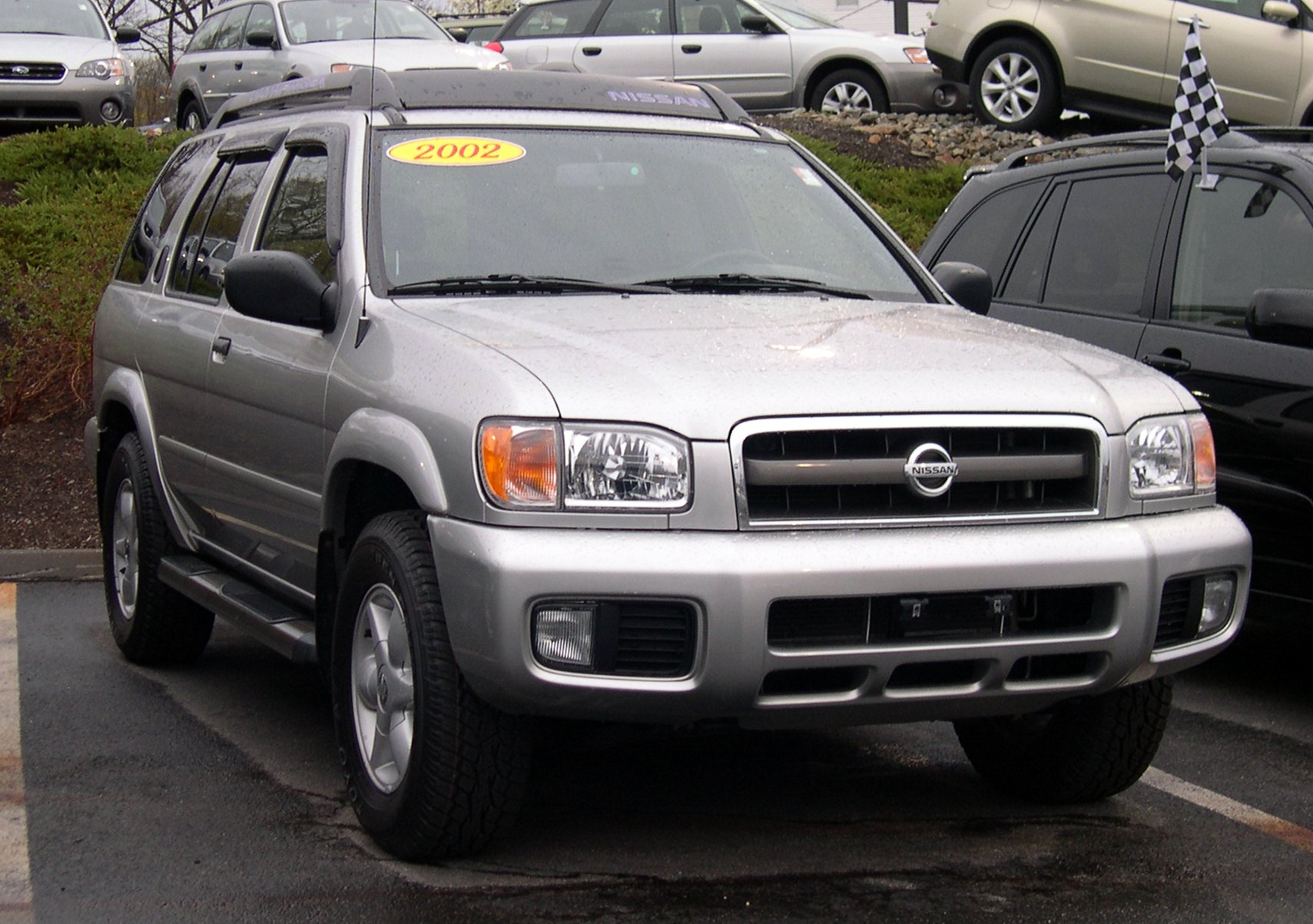
Nissan Pathfinder II (2001-2005)

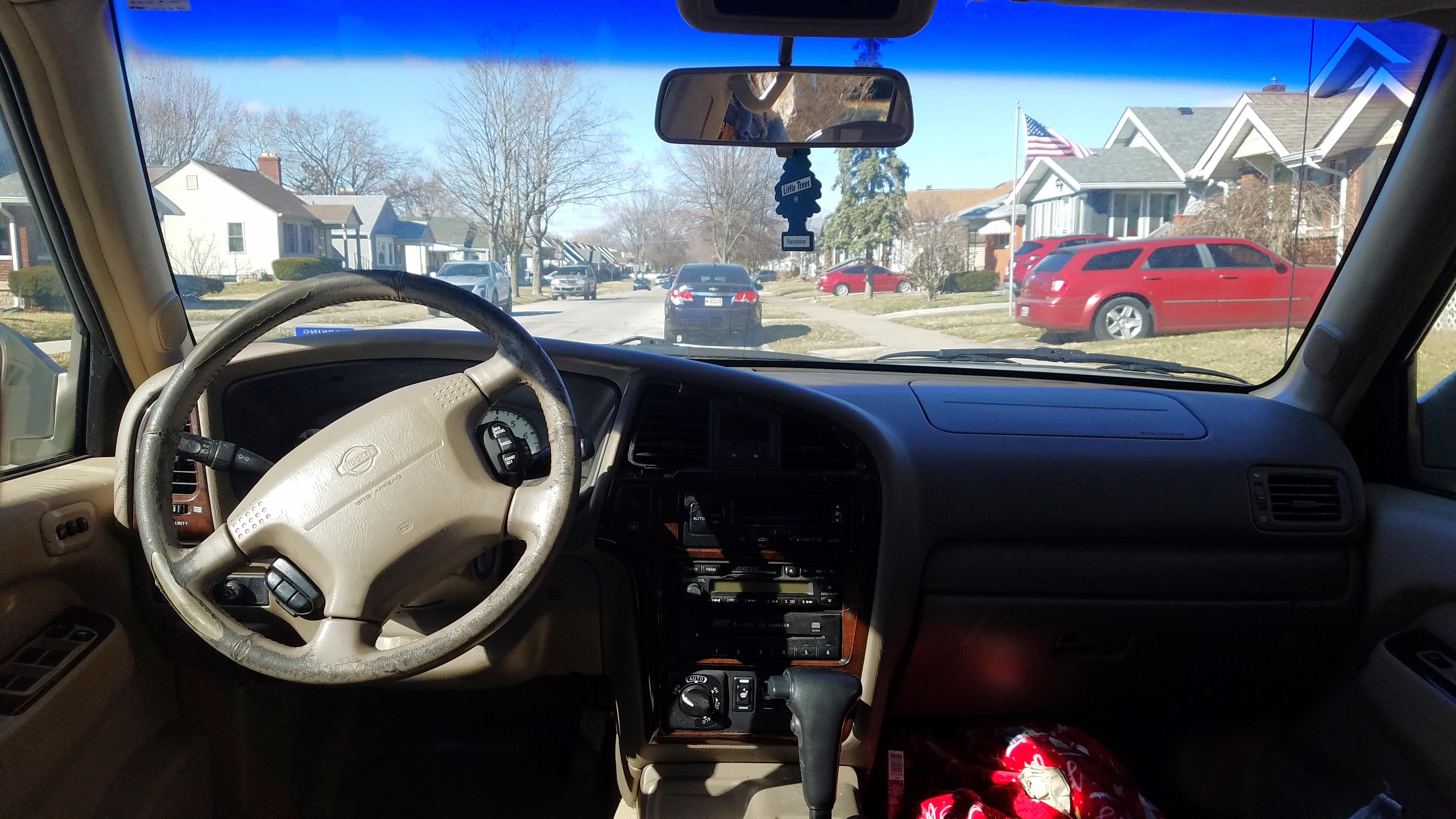
Салон

Виробництво Nissan Pathfinder першого покоління тривало до 1996 року, після чого в США і Японії був показаний новий автомобіль другого покоління. Зміни торкнулися, як зовнішнього вигляду, так і внутрішньої комплектації автомобіля. В основі конструкції поєднання несучого кузова і рами.
В 2001 році під капотом Pathfinder з'явився новий двигун V6 з 24 клапанами виконаний з алюмінію, який став потужнішим і економнішим за свого попередника. Робочий об'єм двигуна становив 3,5 літра, він був здатний розвивати потужність в межах 220 - 240 к.с. У парі з двигуном застосовується два варіанти КПП: 5 швидкісна ручна і 4 швидкісна автоматична.
Система газорозподілу ускладнилася і стала з динамічним управлінням. Так само двигун обладнали декількома складними електронними системами: SOFIS (ускладнена система оптимізації уприскування палива), ECCS (система постійного контролю), OBDII (бортова система діагностики), NCVCS (система управління часу відкриття впускних клапанів), NDIS (система прямого запалювання), NVIS (система змінною впускної системи) і ін.
Змінилася і оптика: встановили параболічні фари закриті ударостійким склом. З'явилося безліч електричних пристроїв полегшують життя водія: дверні замки з підігрівом, сенсор автоматичного включення фар в залежності від освітлення, сигналізація Vehicle Security System (VSS), керована з брелка. Кондиціонер з клімат контролем, підігрів заднього пасажирського сидіння і зрозуміло повний електропакет (скла, дзеркала, люк, сидіння).

### Двигуни
- 3,3 л VG33E V6 потужністю 168 к.с.
- 3,5 л VQ35DE V6 потужністю 240 к.с.
- 2.7 л TD27ETi Р4 турбодизель 130 к.с.
- 3,0 л ZD30DDTi Р4 турбодизель 170 к.с.
- 3.2 л QD32ETi Р4 турбодизель 150 к.с.

## Третє покоління (R51) (2005-2014)

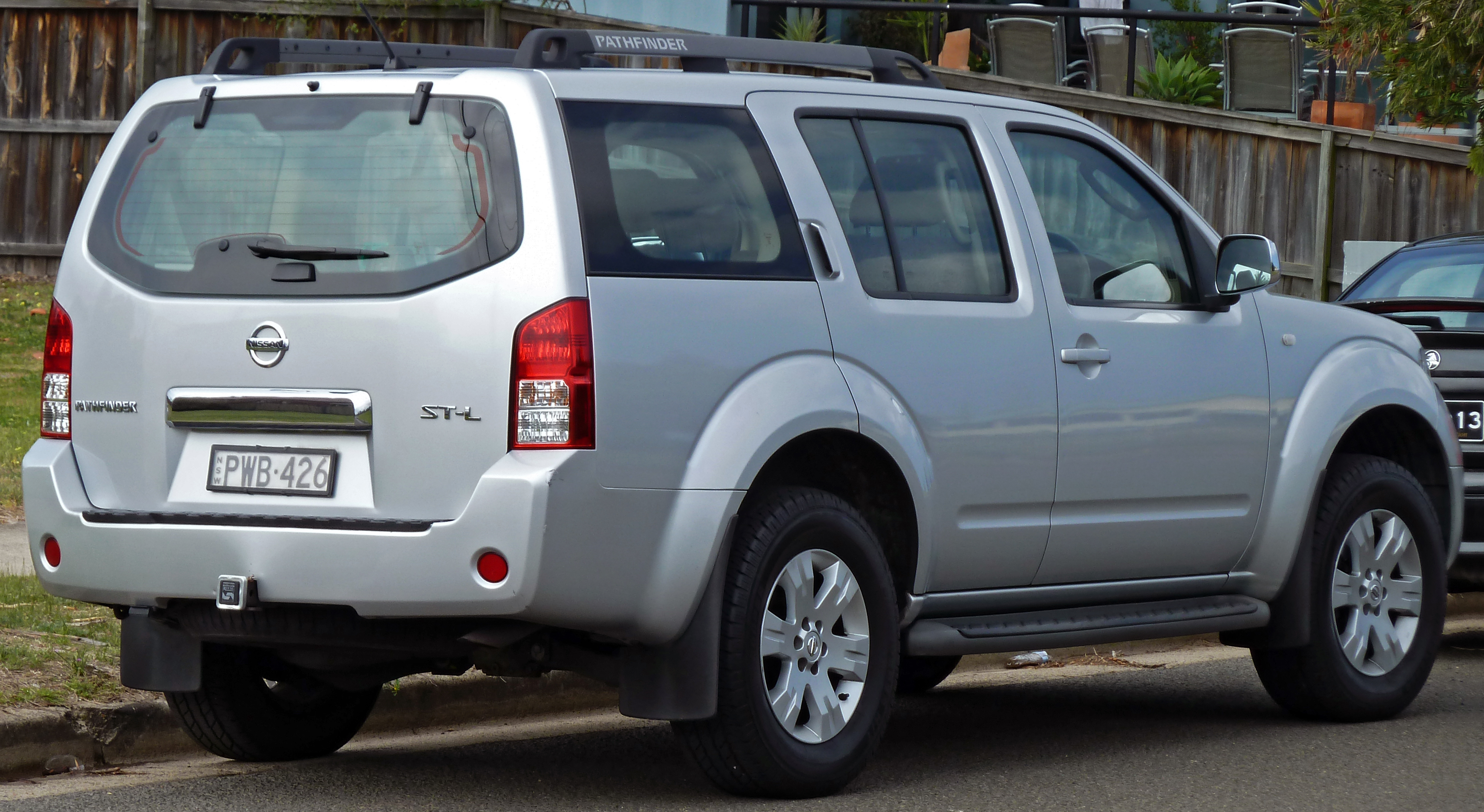
Nissan Pathfinder III (2005-2010)

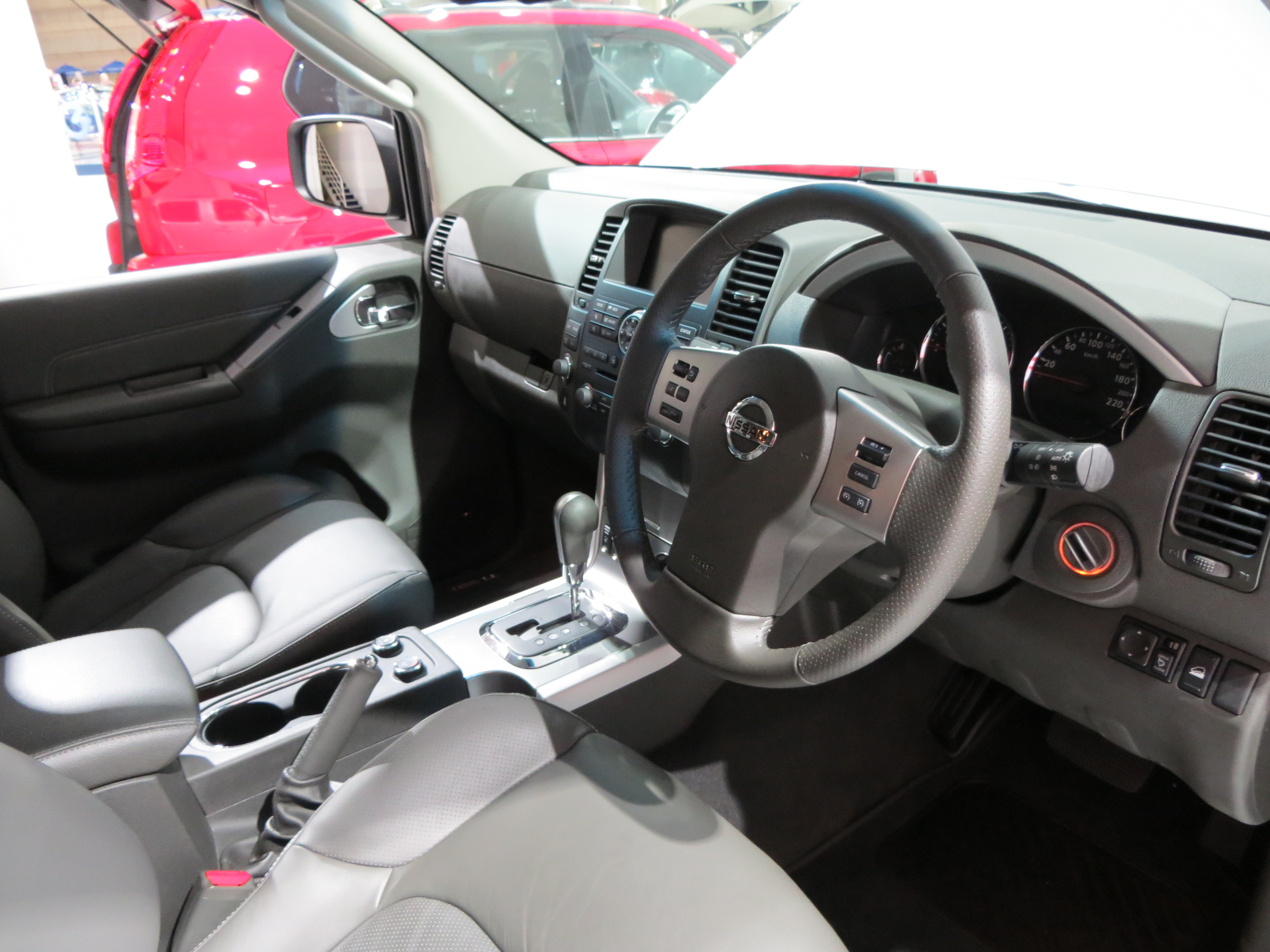
Салон Nissan Pathfinder III

У 2005 році на північноамериканському міжнародному автосалоні Nissan представив повністю новий Pathfinder. Починаючи з цього покоління назва Pathfinder одне єдине для всіх ринків.
Автомобіль був побудований на базі пікапа Nissan Navara. В основі машини рамна конструкція зі стальних профілів, незалежна, з потужними пружинами і стабілізаторами підвіска всіх коліс на подвійних трикутних важелях, рейковий кермовий механізм з досить коротким передавальним відношенням, 6-ступінчаста механічна і 5-ступінчаста автоматична коробки передач. Система повного приводу відрізняється від ALL MODE 4х4, встановленої на X-Trail та Murano: в режимах 2H, Auto та 4H повний привід Pathfinder  працює так само, але знижена передача 4L підключає передню вісь напряму в обхід муфти, що дає покращені можливості на бездоріжжі.
Система повного приводу інтегрована з іншими системами автомобіля для підвищення позашляхових якостей автомобіля. Зокрема, машина отримала систему контролю дросельної заслінки, не допускає її різке відкриття в разі поганого зчеплення шин з дорогою, а також систему курсової стійкості, адаптовану під роботу в умовах бездоріжжя.
Безпека на дорозі забезпечують дискові гальма, система розподілу гальмівних зусиль EBD, і система екстреного гальмування brake-assist. Пасивну безпеку забезпечать дві фронтальні подушки безпеки.
Геометрична прохідність в цілому непогана: кут з'їзду - 26 градусів, в'їзду - 33 градуси.
В цілому автомобіль став більший за свого попередника, з'явилася можливість розмістити третій ряд сидінь, завдяки широким можливостям з питань трансформації існує 64 варіанти салону.
Для європейського ринку Pathfinder збирають на заводі Nissan в Іспанії.

### Фейсліфтинг 2010

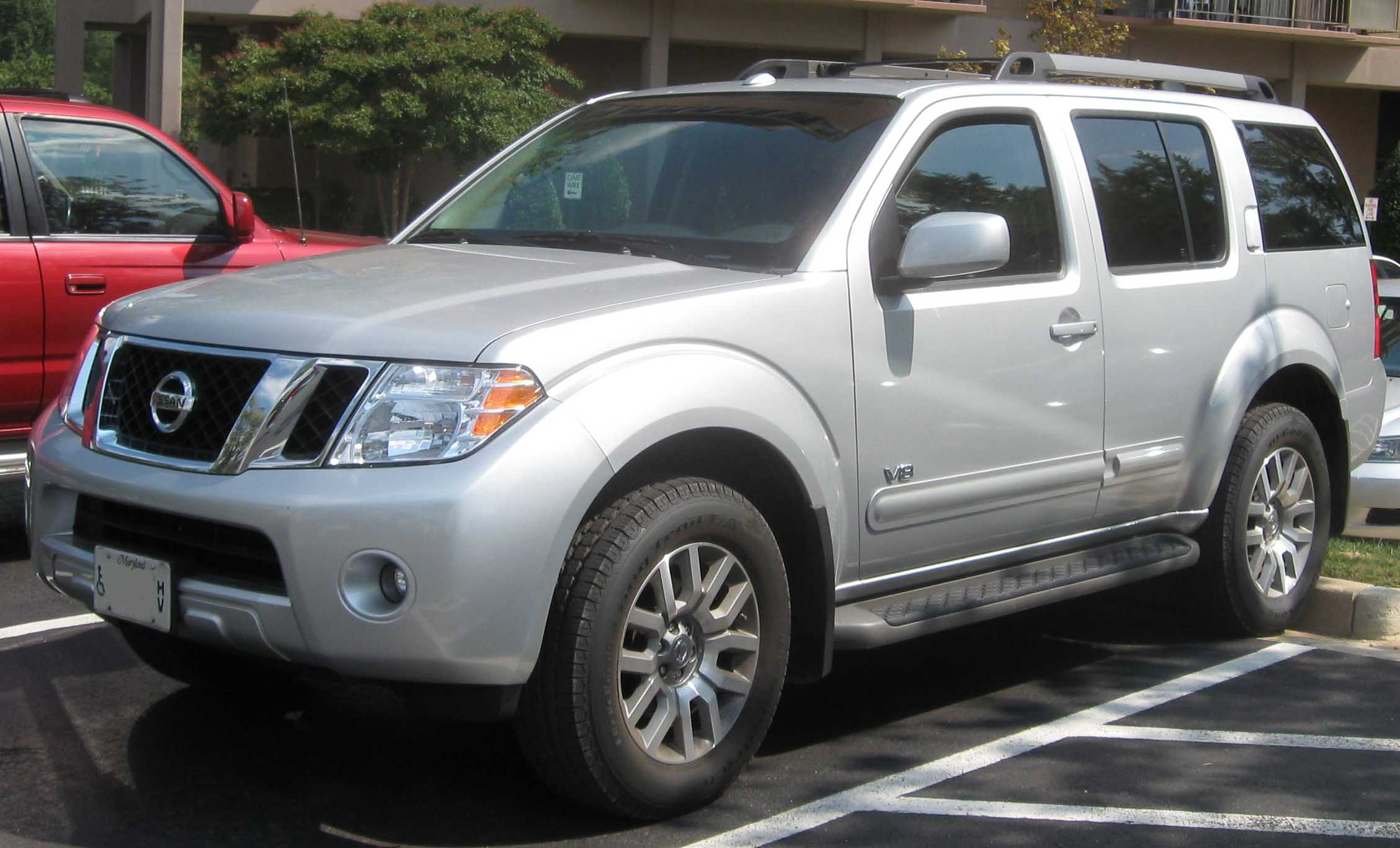
Nissan Pathfinder III (2010-2014)

У 2010 році автомобіль модернізували. Змін у зовнішньому вигляді автомобіля мінімум. Лише досвідчене око розгледить зовнішні відмінності між колишнім і модернізованим Pathfinder. Передній бампер став круглішим, а задній, навпаки, незграбнішим. Масивна, блискуча радіаторна решітка з трьох секцій, виконана в формі літери «V» виглядає трохи важчою.[на чию думку?]
Зміни також торкнулися салону, де стало набагато затишніше. Замінили матеріали, де могли, на дорожчі на вигляд і дотик, підсвітитили панель приладів на топові версії, для них же в список включили новий аудіо-навігаційний комплекс з DVD і жорстким диском на 40 гігабайт. Усередині дуже багато місця. Ніяковості не будуть себе відчувати ні водій, ні передній пасажир, ні пасажири двох задніх рядів.

### Двигуни
- 4.0 л VQ40DE V6 потужністю 269 к.с.
- 5,6 л VK56DE V8 потужністю 310 к.с.
- 2,5 л YD25DDTi Р4 турбодизель потужністю 171-190 к.с.
- 3,0 л V9X V6 турбодизель потужністю 231 к.с.

## Четверте покоління (R52) (2012-наш час)

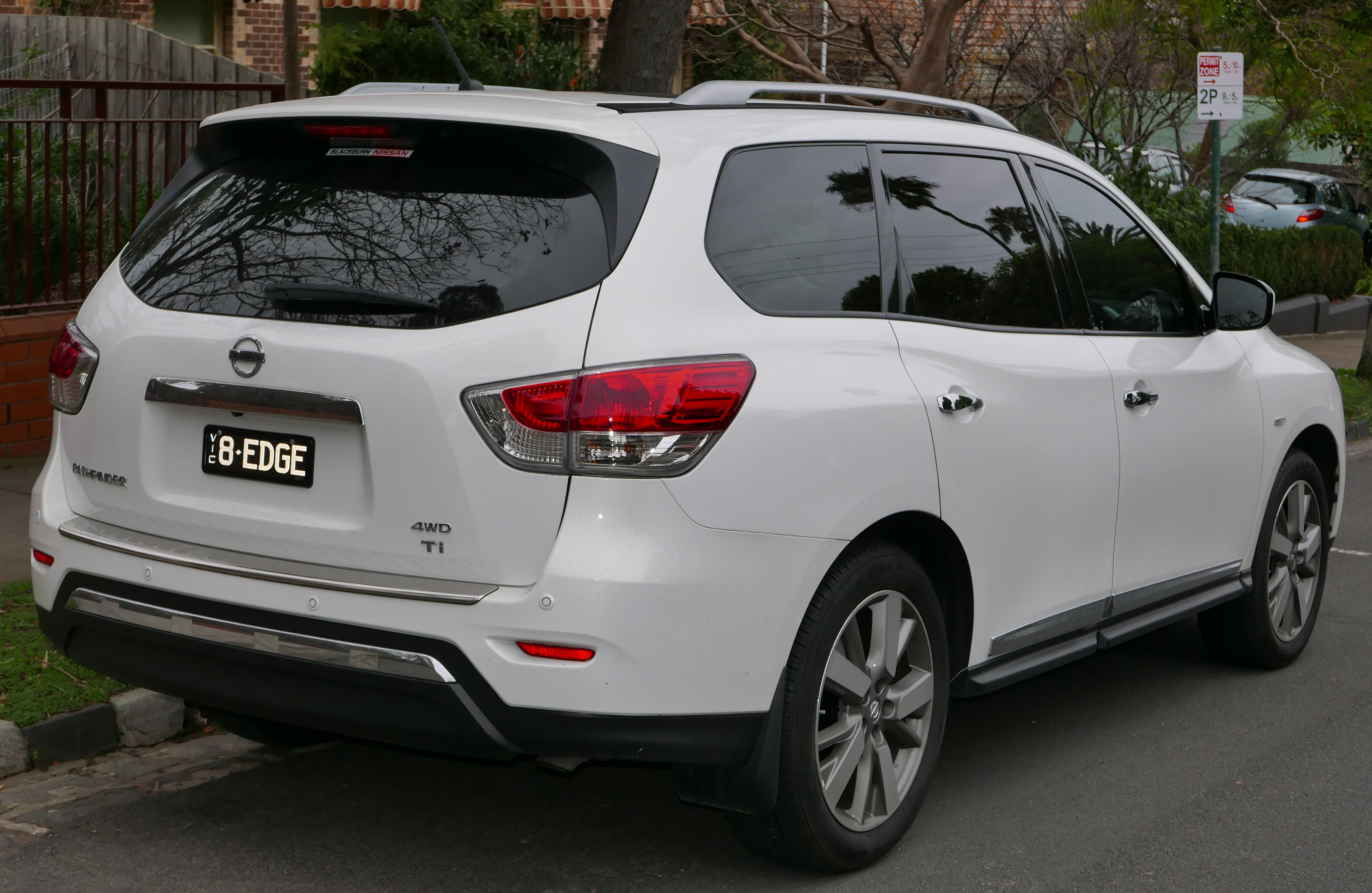
Nissan Pathfinder IV (2012-2017)

Новий Pathfinder (заводський індекс R52) надійшов в продаж в кінці 2012 року, як модель 2013 року. Так само як Ford Explorer і Dodge Durango, Pathfinder став кросовером і отримав несучий кузов замість рамної конструкції. Він збудований на тій же платформі Renault–Nissan D, що й Infiniti JX, Altima, Maxima, Murano і Quest.
Підвіска повністю незалежна, спереду стійки Макферсон, позаду багатоважільна, застосовуються стабілізатори поперечної стійкості. Кермо з підсилювачем, здатним змінювати характеристики, гальма дискові з електронними помічниками і помічниками в особі ABS з EBD, Hill Start Assist, Brake Assist Vehicle, Dynamic Control (VDC) з системою тяги (TCS), Active Brake Limited Slip (ABLS).
Автомобіль комплектується двигуном 3,5 л VQ35DE V6 260 к.с. (194 кВт) і безступінчастою АКПП, з переднім або повним приводом. Продаватися він буде тільки в Північній Америці.

### Nissan Pathfinder 2016

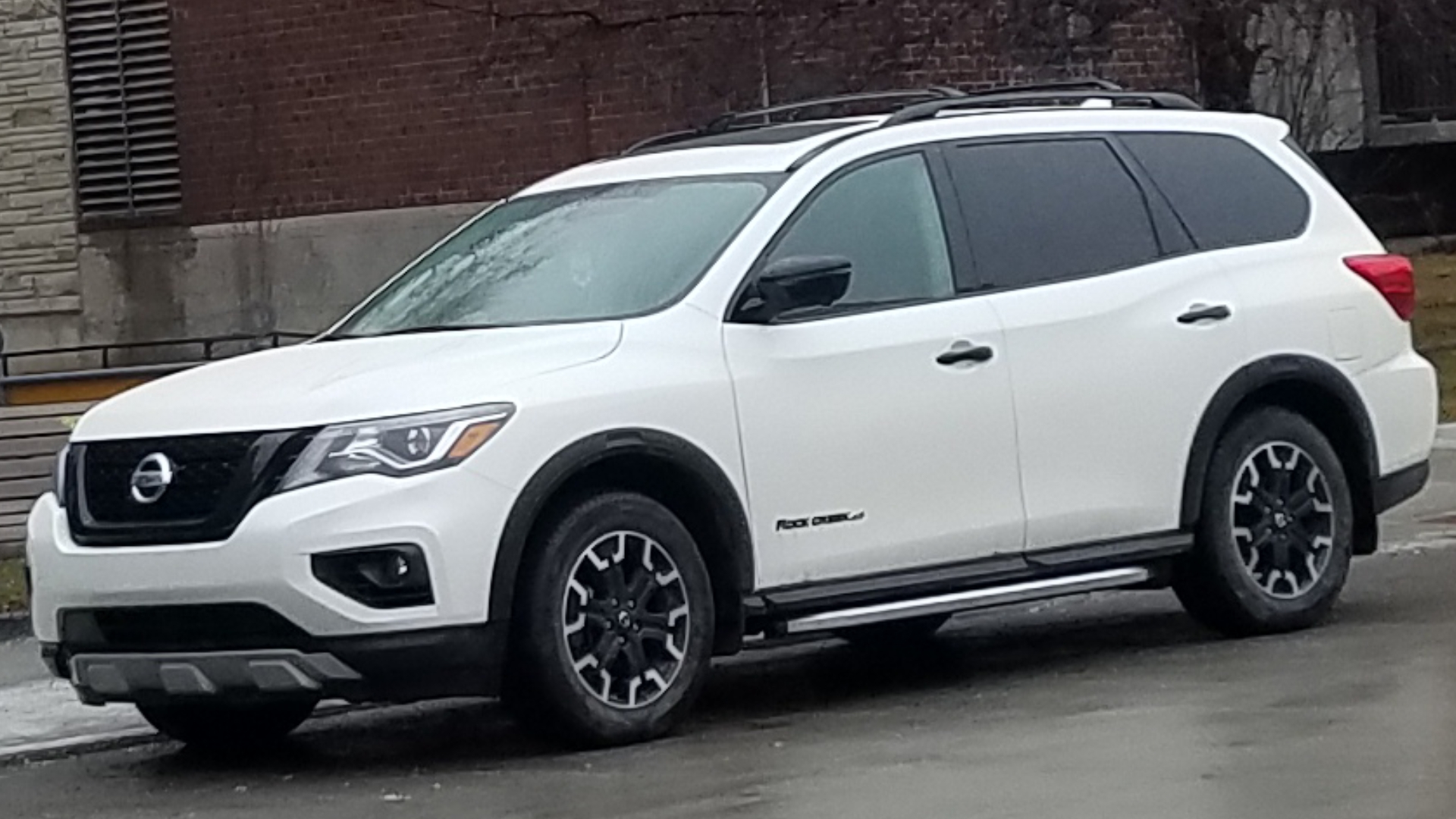
Nissan Pathfinder IV (з 2017)

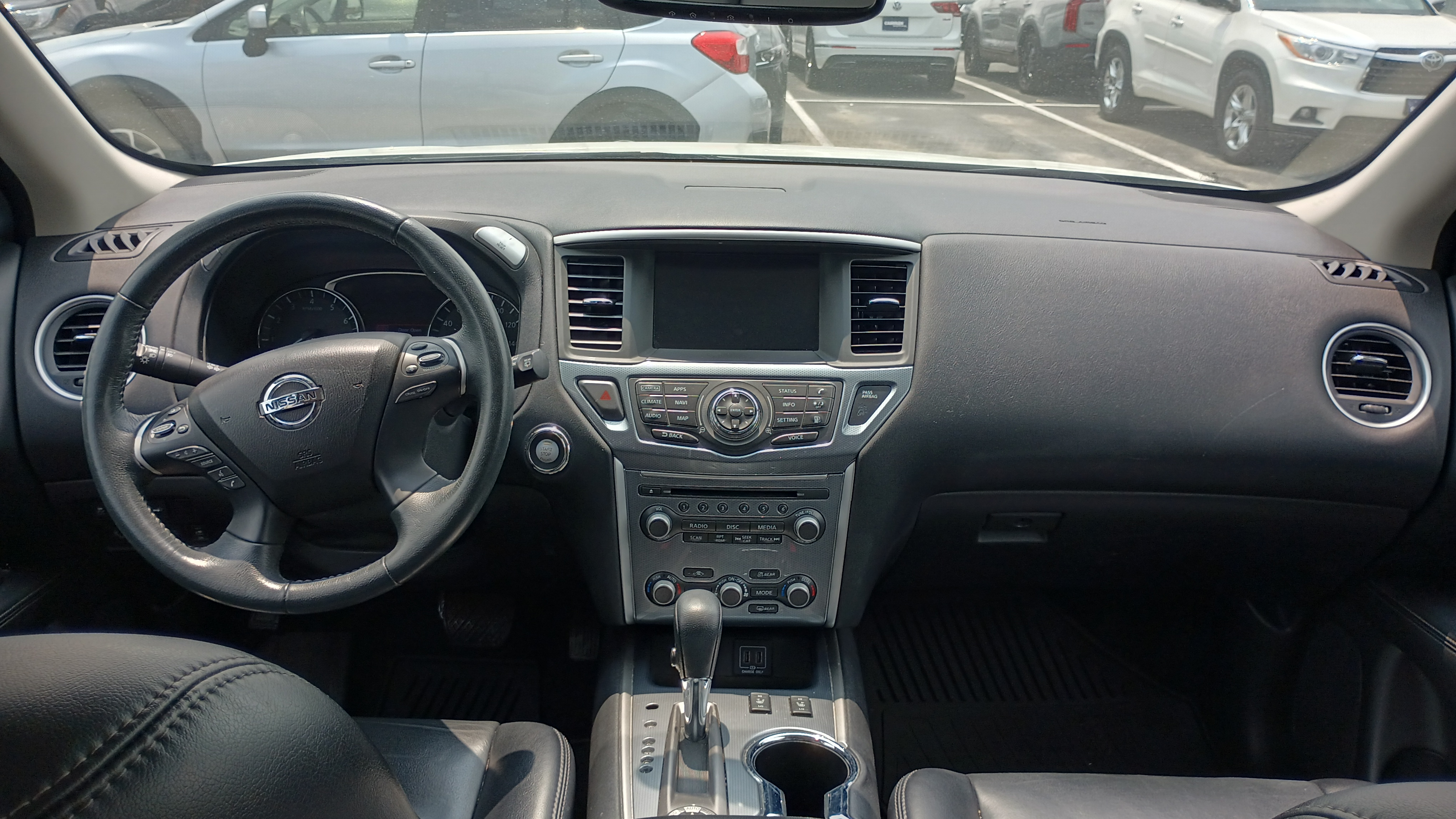

Nissan Pathfinder останнього покоління вирізняється плавними лініями та закругленими краями. Велика решітка радіатора, яка піднімається вверх, та два великих корпуси фар передають суворість авто, та, загалом, останній Pathfinder має дружелюбний вигляд. Nissan Pathfinder 2016 року експлуатує двигун V6, який має хороший баланс потужності та економії палива. Він може буксирувати вантаж до 2267,9 кг та споживає 13,07 л/100 км. Загалом Pathfinder отримав мінімальні зміни у 2016 році. Зокрема, пакет Cold Package, зараз доступний для комплектації SV, а версія SL розширила стандартні параметри за рахунок функції підігріву керма. 

### Двигуни
- 3.5 V6 VQ35DE, 260 к.с. при 6400 об/хв, 325 Нм при 4400 об/хв
- 3.5 V6 VQ35DE, 249 к.с. при 6400 об/хв, 325 Нм при 4400 об/хв (для ринку РФ)
- 2.5 HEV QR25DER, 254 к.с. при 5600 об/хв, 368 Нм при 3600 об/хв
- 3.5 V6 VQ35DE, 284 к.с. при 6400 об/хв, 351 Нм при 4400 об/хв (з 2017)

## П'яте покоління (R53) (2021-наш час)

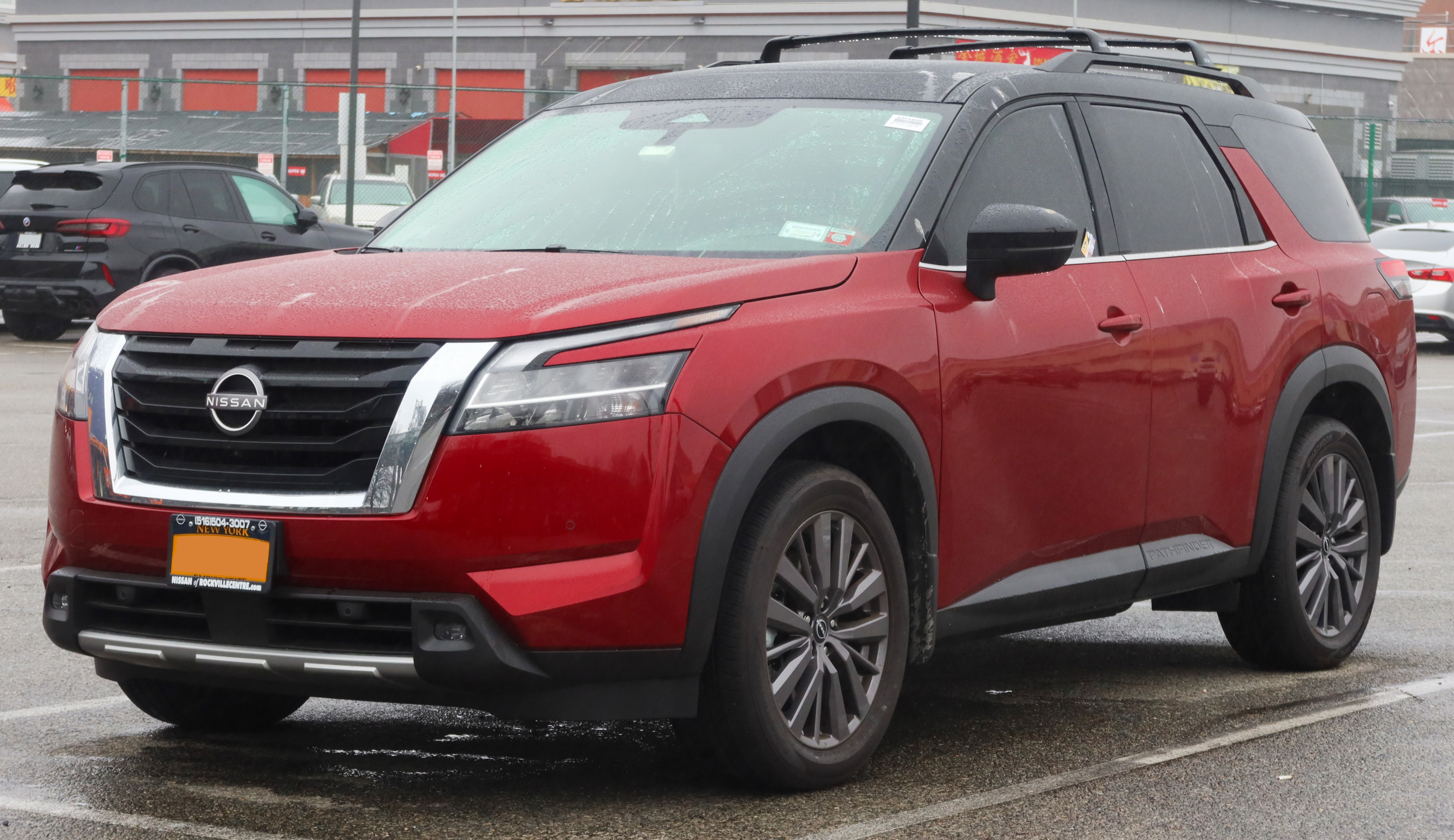
Nissan Pathfinder SL 4WD (R53)

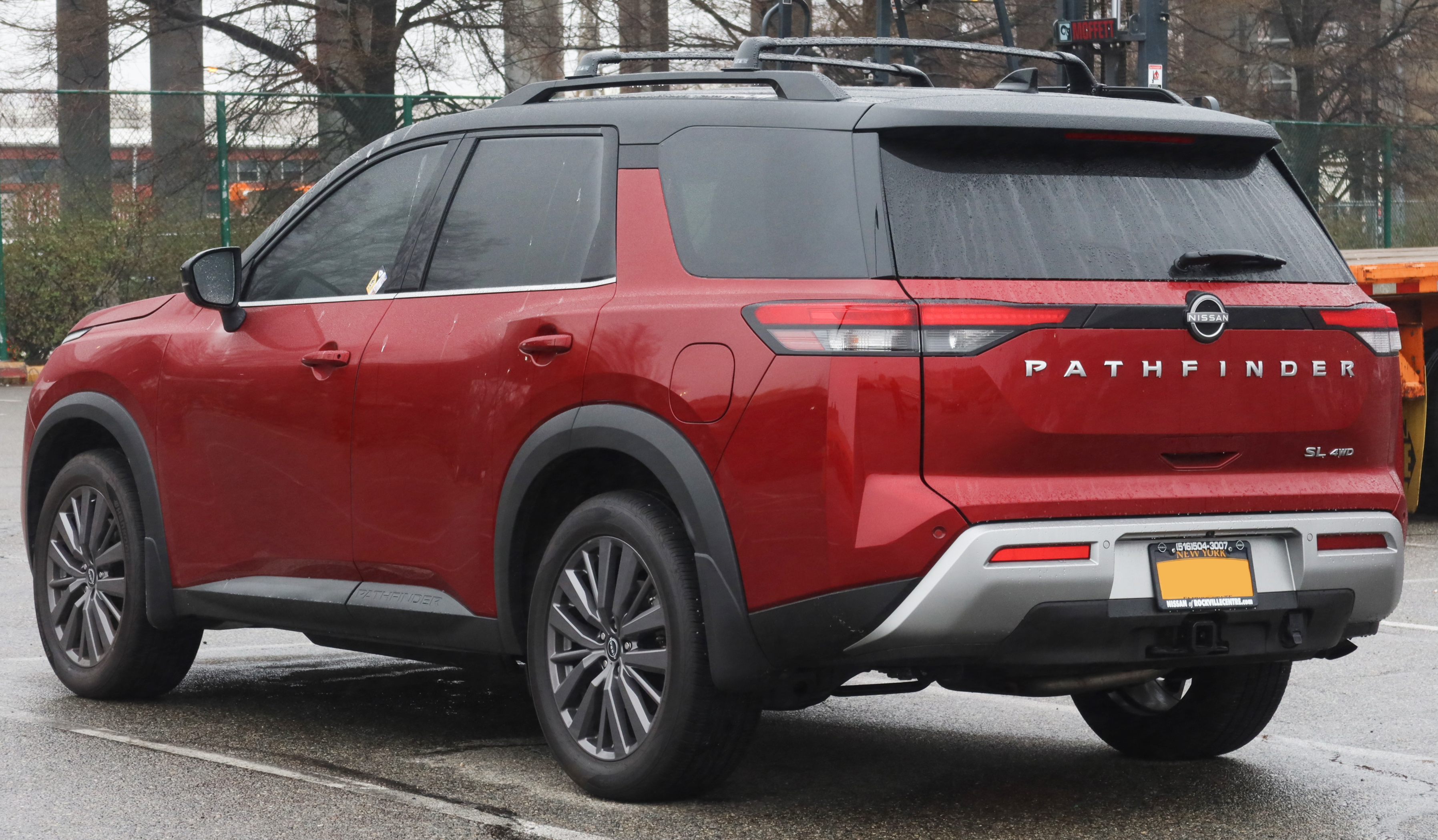
Nissan Pathfinder SL 4WD (R53)

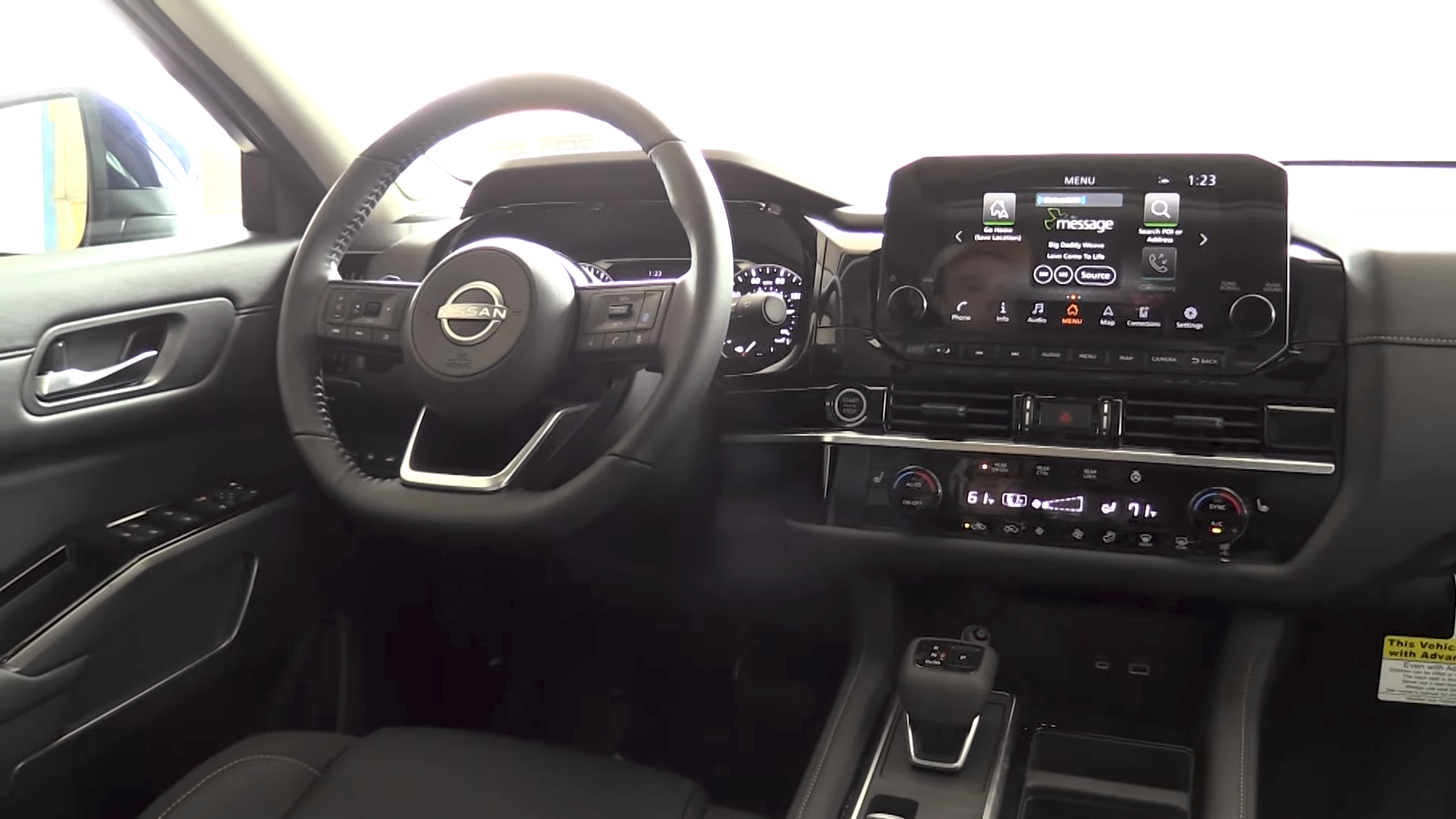
Nissan Pathfinder SL 4WD (R53)

Pathfinder п'ятого покоління був представлений 4 лютого 2021 року, дебют планується до другого кварталу 2021 року як модель 2022 року. Автомобіль збудовано на платформі Renault–Nissan D від попередника. В цій моделі CVT була замінена на 9-ступінчасту автоматичну коробку передач ZF. У повнопривідних версіях нова гідравлічна муфта працює в складі інтелектуальної системи з сімома режимами. Селектор Terrain пропонує програми Standard («Стандарт»), Sport («Спорт»), Eco («Еко»), Snow («Сніг»), Sand («Пісок»), Mud/Rut («Бруд») і Tow («Буксирування»).
Кросовер отримав комплекс безпеки Nissan Safety Shield 360 з автоматичним гальмуванням і реакцією на пішоходів, моніторингом сліпих зон дзеркал і поперечного трафіку позаду, попередженням про виїзд зі смуги, автоматичним перемиканням світла фар з далекого на ближній. Уже в базовій комплектації - десять подушок безпеки. Вперше на автомобілі впроваджений автопілот ProPilot Assist, керуючий розгоном, гальмуванням і кермуванням як на вільному шосе, так і в трафіку.

### Двигуни
- 3.5 л VQ35DE V6 288 к.с. 351 Нм

## Продажі
| Рік  | США    |
| ---- | ------ |
| 2010 | 21,438 |
| 2011 | 25,935 |
| 2012 | 42,621 |
| 2013 | 88,632 |
| 2014 | 79,111 |
| 2015 | 82,041 |
| 2016 | 81,701 |
| 2017 | 81,065 |
| 2018 | 67,550 |